# Соколе (Підляське воєводство)
Соколе (пол. Sokole) — село в Польщі, у гміні Міхалово Білостоцького повіту Підляського воєводства.
Населення — 191 особа (2011).
У 1975-1998 роках село належало до Білостоцького воєводства.

## Демографія
Демографічна структура станом на 31 березня 2011 року:
|          | Загалом | Допрацездатний вік | Працездатний вік | Постпрацездатний вік |
| -------- | ------- | ------------------ | ---------------- | -------------------- |
| Чоловіки | 93      | 11                 | 68               | 14                   |
| Жінки    | 98      | 17                 | 41               | 40                   |
| Разом    | 191     | 28                 | 109              | 54                   |